# Innervision
"Innervison" je jedini singl američko-armenskog metal sastava System of a Down s njihovog trećeg studijskog albuma Steal This Album!. Objavljen je u listopadu 2002.
Riječi pjesme napisali su Serj Tankian i Daron Malakian, a producirali su je Rick Rubin i Malakian. Singl je, s nešto izmijenjenim tekstom i glazbom, "procurio" na internet prije njegova službenog objavljivanja, no nije se nalazio na bootlegu Toxicity II, na kojem su bile većina pjesama sa Steal This Album!, već je procurio iz drugog izvora. Uz "Kill Rock 'n Roll" jedini je njihov singl za koji nije snimljen spot.

## Popis pjesama
| Br. | Skladba       | Tekstopisac       | Skladatelj        | Trajanje |
| --- | ------------- | ----------------- | ----------------- | -------- |
| 1.  | »Innervision« | Tankian, Malakian | Malakian, Tankian | 2:35     |

## Produkcija
- System of a Down

- Serj Tankian - vokal
- Daron Malakian - prateći vokal, gitara
- Shavo Odadjian - bas-gitara
- John Dolmayan - bubnjevi